# Bairã Cã
Maomé Bairã Cã (em persa: محمد بیرام خان; romaniz.: Muḥammad Bayrām Ḫān; Badaquexão, c. 18 de janeiro de 1501 - Patan, ca. 31 de janeiro de 1561) foi importante comandante militar, e então comandante-em-chefe do exército mogol, poderoso estadista e regente da corte de Humaium e Aquebar. Também foi guardião, mentor chefe, conselheiro, professor e o mais confiável aliado de Aquebar.